# Monasterio de Novodévichi

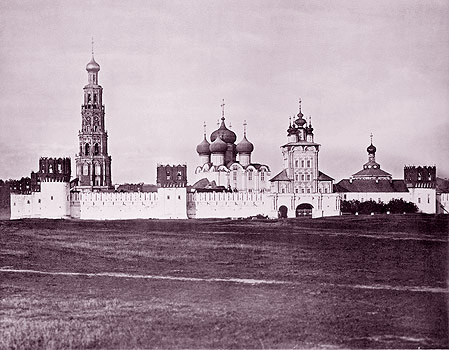
Monasterio de Novodévichi (fotografía del).

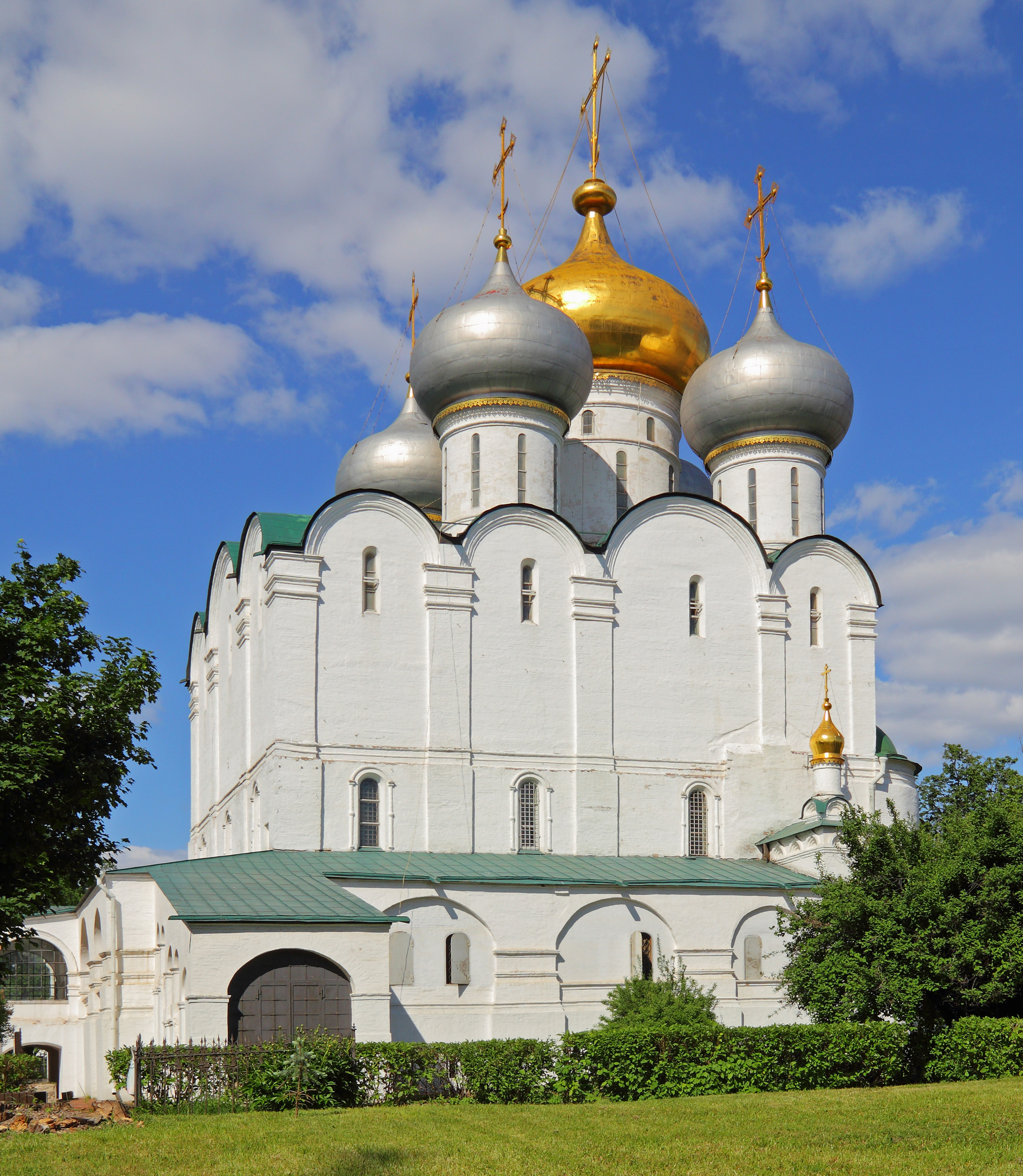
Catedral de Nuestra Señora de Smolensk.

El Monasterio (Convento) de Novodévichi, también conocido como Monasterio Bogoróditse-Smolenski (Новоде́вичий монасты́рь, Богоро́дице-Смоле́нский монасты́рь) es, probablemente, el monasterio más conocido de Moscú. Su nombre, muchas veces traducido como Nuevo Monasterio de Doncellas, le fue dado para diferenciarlo del antiguo Monasterio de las Doncellas, nombre con el que se conocía el Monasterio de los Milagros en el Kremlin de Moscú. A diferencia de otros monasterios moscovitas, ha permanecido virtualmente intacto desde el siglo XVII. En 2004, fue proclamado Patrimonio de la Humanidad por la Unesco.